# Карагашты (приток Уртабурти)
Карагашты или Карагач — река в России, течёт по территории Акбулакского и Беляевского районов Оренбургской области. Устье реки находится в 10 км по левому берегу реки Уртабуртя. Длина реки составляет 21 км.

## Данные водного реестра
По данным государственного водного реестра России относится к Уральскому бассейновому округу, водохозяйственный участок реки — Урал от города Орск до впадения реки Сакмара. Речной бассейн реки — Урал (российская часть бассейна).
Код объекта в государственном водном реестре — 12010000812112200004584.